# Ludger Bernhard
Ludger Bernhard OSB (* 25. August 1912 in Werden; † 4. November 2010 in der Abtei Maria Laach) war ein deutscher römisch-katholischer Geistlicher.

## Leben
Nach der Profess 1934 und der Priesterweihe 1938 studierte er Geschichte, klassische Philologie, Philosophie in Bonn. Nach den Promotionen zum Dr. theol. (Rom) 1940 und zum Dr. phil. (Kosmas Hagiopolites München) wurde er 1951 Mitglied des Abt-Herwegen-Instituts. Nach der Habilitation 1964 an der theologischen Fakultät Salzburg wurde er dort Professor für Fundamentaltheologie und ökumenische Theologie.

## Schriften (Auswahl)
- mit Chrysostomus Dahm: Athos, Berg der Verklärung. Offenburg 1959, OCLC 717369286.
- Die Chronologie der syrischen Handschriften. Stuttgart 1971, OCLC 469560988.